# Rio Bakoy
O rio Bakoy ou rio Bakoye é um rio da Guiné e Mali, que conflui com o rio Bafing para formarem o rio Senegal junto a Bafoulabé. Define parte da fronteira Guiné-Mali. Nas línguas mandinga, Bakoye significa "rio branco", Bafing "rio preto" e Baloué "rio vermelho".
O rio não é navegável, e é o único rio que nasce na região de Siguiri e que não é afluente do rio Níger. A fonte do Bakoy está a uma altitude de 760 m numa zona granítica dos montes Ménien, a noroeste da localidade de Siguiri, na Guiné. O rio corre para norte e define parte da fronteira internacional entre a Guiné e o Mali. Em seguida, serpenteia pelo Planalto de Manding e aí recebe o seu principal afluente, o rio Baloué, que chega até uma região a oeste de Bamako. O Bakoy tem 560 km de comprimento e drena uma bacia com cerca de 85.600 km2.

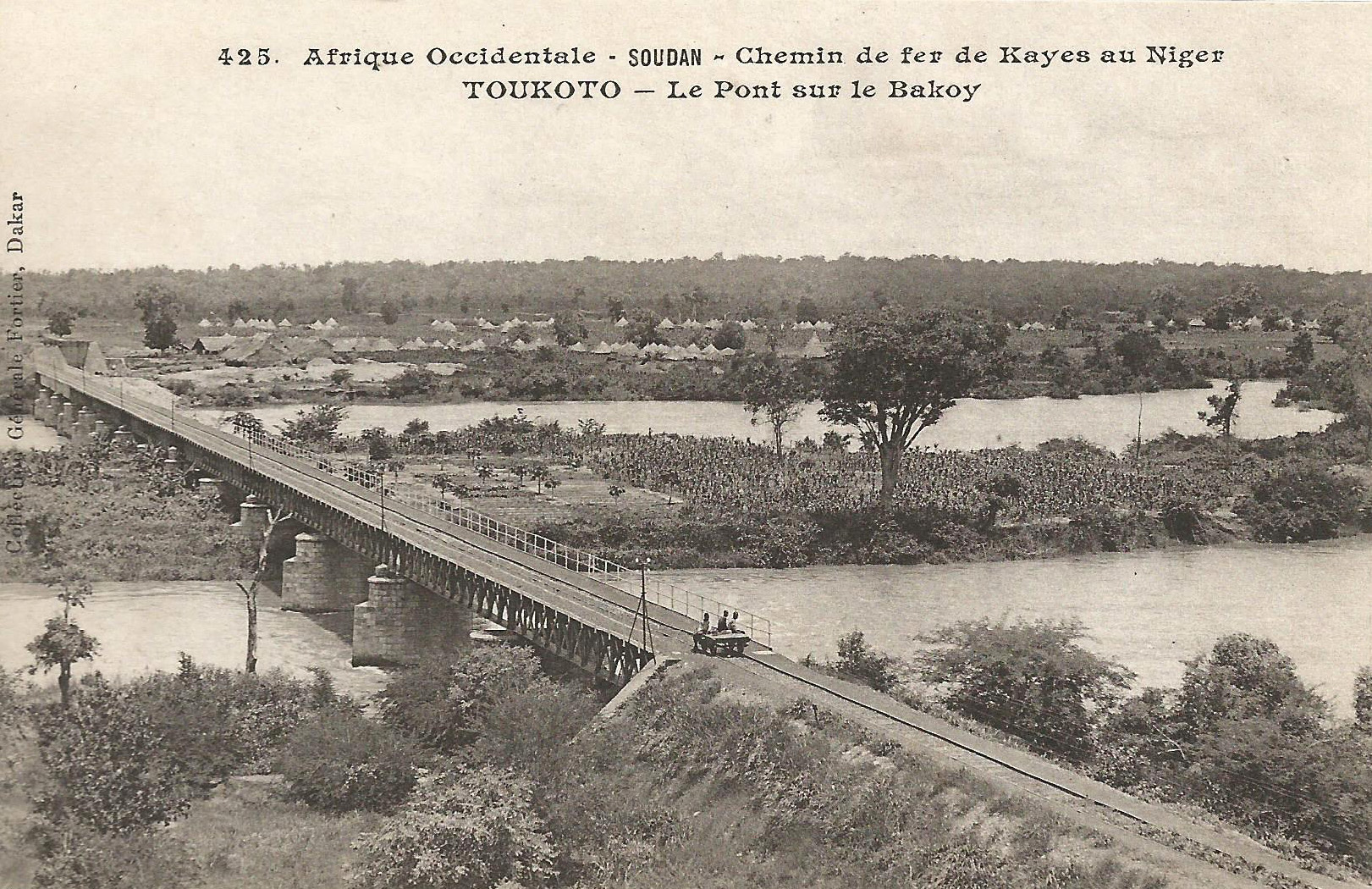
Ponte sobre o Bakoy em Toukoto, no Mali.

O rio é sazonal com um fluxo máximo em setembro após o início da monção da África Ocidental e quase nenhum caudal entre janeiro e junho. A grande variação anual na intensidade da monção da África Ocidental dá origem a grandes mudanças na descarga do rio Bakoy. Para o ano excecionalmente seco de 1972, a vazão média na estação de medição de Oualia, 54 km a montante de Bafoulabé, foi de apenas 30 m3/s, enquanto em 1958 o valor foi de 260 m3/s. A vazão média no período 1951-1978 foi de 156 m3/s, correspondendo a uma descarga anual de 4,9 km3.  Em Bafoulabé, a descarga média do Bakoy é entre um terço e metade da do rio Bafing.